# Pull Me Under
"Pull Me Under" je prva pjesma s albuma Images and Words (izdan 1992. godine) američkog progresivnog metal sastava Dream Theater. Osim na studijskom izdanju, pjesma je još uključena u uživo izdanja Once in a LIVEtime, Live at Budokan, EP izdanje Live at the Marquee i DVD video izdanje Images and Words: Live in Tokyo. Skladba je ujedno i drugi izdani singl s albuma (uz Another Day i Take the Time). Pjesma se također nalazi na kompilaciji Greatest Hit (...and 21 Other Pretty Cool Songs). 
Pjesma se smatra jednom od najpoznatijih izvedbi Dream Theatera. Iako je pjesma bila veliki hit i na MTV-u i na američkim radio programima, sastav se odlučio držati podalje mainstream glazbene scene. Osim uspjeha na MTV-u, pjesma je dosegla deseto mjesto na listi Hot Mainstream Rock Tracks američkog glazbenog časopisa Billboard.

## Kompozicija
Jedna od prepoznatljivosti ove pjesme je nedostatak uobičajenog završetka. Pjesma jednostavno prestaje na trajanju od 8 minuta i 11 sekundi. Scott Hansen (inače znan kao Setlist Scotty) je na forumu bubnjara Mikea Portnoya izjavio kako je takav završetak vjerojatno inspiriran pjesmom Beatlesa "I Want You (She's So Heavy)".
Tekst pjesme "Pull Me Under" napisao je klavijaturist Kevin Moore. Stihovi se odnose na tragediju "Hamlet" engleskog pisca Williama Shakespearea i govore o Hamletovim stavovima i pogledima na život. Tijekom završnog dijela pjesme, pjevač James LaBrie citira stih direktno iz djela "Hamlet":
"Oh that this too, too solid flesh would melt."
Sastav je za pjesmu snimio i promotivni video u skraćenom trajanju od 4 minute i 48 sekundi. Video je naizmjenični prikaz sastava prilikom izvođenja pjesme "Pull Me Under" i nepoznate priče o čovjeku kojeg članovi sastava i obožavatelji često nazivaju Wolfman. Priča kao takva nema nikakve veze s pjesmom "Pull Me Under" te su i sami članovi sastava bili nezadovoljni tematikom video spota.

## Rang na glazbenim ljestvicama
| godina | ljestvica              | najviša pozicija |
| ------ | ---------------------- | ---------------- |
| 1992.  | Mainstream Rock Charts | #10              |

## Popis pjesama na singl izdanju
| Br. | Skladba                         | Tekstopisac | Skladatelj    | Trajanje |
| --- | ------------------------------- | ----------- | ------------- | -------- |
| 1.  | »Pull Me Under« (radio verzija) | Kevin Moore | Dream Theater | 5:54     |
| 2.  | »Pull Me Under«                 | Moore       | Dream Theater | 8:11     |

## Izvođači
- James LaBrie – vokali
- John Petrucci – električna gitara
- John Myung – bas-gitara
- Mike Portnoy – bubnjevi
- Kevin Moore – klavijature

## Napomene
1. ↑  The forum @ mikeportnoy.com (engleski). 2009. Inačica izvorne stranice arhivirana 17. prosinca 2008. Pristupljeno 21. studenoga 2009.

## Vanjske poveznice
Rateyourmusic.com - Pull Me Under